# Thagria melichari
Thagria melichari är en insektsart som beskrevs av Nielson 1986. Thagria melichari ingår i släktet Thagria och familjen dvärgstritar. Inga underarter finns listade i Catalogue of Life.